# Wapen van Sint-Katelijne-Waver
Het Wapen van Sint-Katelijne-Waver is het heraldisch wapen van de Antwerpse gemeente Sint-Katelijne-Waver. Het eerste wapen werd op 7 juni 1932, per koninklijk besluit, aan de gemeente toegekend. Een nieuwe wapen werd na de fusie, per ministerieel besluit, op 16 september 1988 toegekend aan de fusiegemeente Sint-Katelijne-Waver.

## Geschiedenis
Het eerste wapen van Sint-Katelijne-Waver - toegekend in 1932 - was dat van de heren van het nabijgelegen Duffel, een tak van het huis Berthout.
Na de fusie van 1977 werd bij een gemeenteraadsbesluit van 14 december 1987 besloten om de oude wapens van de deelgemeenten Sint-Katelijne-Waver en Onze-Lieve-Vrouw-Waver samen te voegen tot het nieuwe wapen van de fusiegemeente Sint-Katelijne-Waver. Het oude wapen van Sint-Katelijne-Waver werd als basis genomen, waarbij in de schildhoek het oude wapen van Onze-Lieve-Vrouw-Waver - "een aanziende adelaar van sabel, gebekt en gepoot van het veld" - werd ingevoegd in de plaats van het oorspronkelijke hermelijnen vrijkwartier.
Het oude wapen van Onze-Lieve-Vrouw-Waver ging terug op een schepenzegel uit 1747, dat het wapen van de familie van Ruysschen (de Ruysschen), de laatste heren van Onze-Lieve-Vrouw-Waver, toonde.

## Blazoen
De blazoenering van het eerste wapen luidt als volgt:
In goud drie palen van keel met het vrij kwartier van hermelijn met vijf vlokjes, schuin kruiselings geplaatst.— Koninklijk Besluit van 7 juni 1932.
Het wapen is rood van kleur met daarop een horizontale, zilveren baan. In het bovenste rode vlak staat een gouden barensteel met daaraan vijf "hangers".
Het huidige wapen heeft de volgende blazoenering:
In goud drie palen van keel en een schildhoek van goud, beladen met een aanziende adelaar van sabel, gebekt en gepoot van het veld.— Ministerieel Besluit van 16 september 1988.

## Verwante wapens

Wapen van Duffel.